# Manal Saraa
Manal Saraa, née le 1er mai 1995, est une escrimeuse marocaine.

## Carrière
Manal Saraa est médaillée d'argent en sabre par équipes aux Jeux africains de 2019 ; elle est également lors de ces Jeux éliminée en quarts de finale du tournoi individuel féminin de sabre par la Congolaise Jeanne Frebault,.
Elle est médaillée de bronze en fleuret par équipes aux Championnats d'Afrique 2022 à Casablanca.